# واين سميث (لاعب هوكي جليد)
واين سميث هو لاعب هوكي جليد كندي، ولد في 12 فبراير 1943 في Kamsack ‏ في كندا.

## وصلات خارجية
- اين سميث على موقع دوري الهوكي الوطني (الإنجليزية)
- اين سميث على موقع EliteProspects.com (الإنجليزية)
- اين سميث على موقع HockeyDB.com (الإنجليزية)
- اين سميث على موقع Hockey-Reference.com (الإنجليزية)